# 巴林国际赛道
巴林国际赛道（阿拉伯語：حلبة البحرين الدولية）是位于巴林萨基尔的賽道，于2004年建成并举办一级方程式赛车赛事。目前，其举办的主要赛事包括一级方程式赛车、国际汽联二级方程式锦标赛、世界耐力锦标赛等。本赛道为国际汽联一级赛道。

## 历史
巴林赛道的建设与巴林王储、巴林汽车协会荣誉主席萨勒曼有密不可分的联系。赛道由德国建筑师赫尔曼·蒂尔克设计，总造价约15亿美元。
2004年，赛事主办方一度担心赛道无法按时完工，要求取消2004年巴林大奖赛，但一级方程式赛车总裁伯尼·埃克莱斯顿回绝了这项提议。最终，虽然赛道设施未能全部按时完工，但足以保证大奖赛周末的正常运行。
在2005年巴林大奖赛开始前，主办方对赛道的四号弯进行修改，导致赛道总长度减少了5米。在2010年巴林大奖赛中，赛事启用长达6.299 km（3.914 mi）的“耐力布局”来庆祝F1的“钻禧年”。
2011年，赛事决定重新沿用较短的赛道布局，但比赛受到巴林政坛局势不稳定的影响，最终被取消。自2014年起，巴林大奖赛改为夜赛。
2020年11月29日和12月6日，F1在巴林国际赛道连续进行两场大奖赛，12月6日的第二場大獎賽為薩基爾大獎賽、採用的是外圈布局。

## 賽道布局

"耐力布局"
橢圓形賽道
"大獎賽布局"
"內圈"
"外圈"
"圍場"